# ジョアン・クラウディ・モンタネ
ジョアン・クラウディ・モンタネ（Joan Claudi Montane、1955年9月18日 - ）は、アンドラの男子アマチュアボクシング選手。
1976年に開催されたモントリオールオリンピックの代表に選ばれた。このときアンドラ初のオリンピックに出場したボクサーとなり、現在も唯一の出場者である。出場階級はライトヘビー級で、順位は9位になっている。